# Anders Norstedt
Anders Norstedt, född 24 februari 1949 är en svensk rallycrossförare. Han blev mästare tre år i rad i EM i rallycross lilla Division 1 med en Saab 900, åren 1984 till 1986.